# Louis Süe
Pour les articles homonymes, voir Sue.
Louis Süe, né à Bordeaux le 14 juillet 1875 et mort à Paris le 7 août 1968, est un peintre, architecte et décorateur français.
Il est un représentant majeur du style Art déco en France.

## Biographie
Louis Süe est issu d'une famille de négociants en vin de la région bordelaise. Il est le fils aîné d'Henri Marie Sidonius Süe et de son épouse Marie-Élisa Mathilde Süe, née Paulet. Il aura un frère. Il est l'arrière-petit-neveu de l'écrivain Eugène Sue et compte dans sa famille des médecins célèbres.
Après des études au lycée de Bordeaux, Louis Süe entre au collège Sainte-Barbe à Paris. Il prépare l'École polytechnique, puis abandonne pour devenir, en 1893, l'élève de l'architecte Victor Laloux à l'École des beaux-arts de Paris. Il présente un projet de gymnase au concours de 1re classe et obtient une première seconde médaille. Il a pour professeur de théorie Georges Gromort. Il est diplômé architecte DPLG en juin 1901, et commence à construire en 1903. En collaboration avec l'architecte Paul Huillard, il réalise à partir de 1903 à Paris des ateliers d'artistes et immeubles de rapport, rue Cassini, boulevard Raspail, et boulevard du Montparnasse. Leur agence est installée au 17, rue Boissonade à Paris. Puis à partir de 1906, ils ouvrent une agence au 81, rue Madame et en 1912, une au 27, quai Voltaire.
Il se lie avec André Groult et Paul Poiret avant le début de la Première Guerre mondiale. Il participe à la décoration de la maison de ce dernier, qui accueille les défilés du célèbre couturier. En 1914, il demeure au 124, rue du Faubourg-Saint-Honoré à Paris. Il est mobilisé dans l'armée d'Orient.
Il épouse en premières noces Hélène Marie Aline Macqueron en 1916, qui lui donnera un fils. Il divorce en 1919 et épouse en secondes noces Suzanne Julia Béringet (Suzanne Bernouard), artiste peintre et décoratrice, sœur de François Bernouard.
En rupture avec l'Art nouveau, il fonde l'Atelier français, rue de Courcelles avec Drésa, André Mare, qui expose, en 1912, sa maison cubiste, et Roger de La Fresnaye, puis il fonde la Compagnie des arts français en 1919 avec André Mare, avec lequel après la guerre ils réalisent le décor des fêtes de la Victoire à Paris en compagnie du peintre Gustave Jaulmes. À la suite d'éditions de meubles en série, la Compagnie des arts français connaît des difficultés financières et est rachetée en 1922 par Gaston Monteux, industriel, fabricant de chaussures et propriétaire des magasins de chaussures Raoul.
Habitué de la Closerie des Lilas, il y rencontre ses amis Claude Debussy, André Gide, Charles Guérin, Pierre Louÿs, André Mare, Jean Moréas, Jean de Tinan, et les peintres Pierre Bonnard, André Derain, André Dunoyer de Segonzac et Roger de La Fresnaye.
De nombreux peintres, parmi lesquels Dunoyer de Segonzac, Charles Dufresne et Paul Véra, rejoignent ce groupe qui s'impose à l'Exposition internationale des Arts décoratifs et industriels modernes de 1925. André Mare et Louis Süe réalisent le pavillon du musée d'Art contemporain[Quoi ?]. Paul Géraldy commande aux deux associés les décors de sa pièce Robert et Marianne, créée à la Comédie-Française en 1925.
Il dessine des flacons de parfum pour la maison Jean Patou, et, entre 1934 et 1937, il est l'architecte du 24, quai de Béthune à Paris sur l'île Saint-Louis, commande de l'industrielle des cosmétiques Helena Rubinstein.
En 1928, il réside au 22, avenue de Friedland à Paris.
On lui confie en 1937 la réalisation de la décoration du foyer du théâtre du palais de Chaillot.
Il possède une résidence familiale à Saint-Caprais. Louis Süe est un grand sportif qui pratique la course à pied, le tennis, l'aviron, la voile, le saut en hauteur et la natation. Il est l'ami et l'amant de la danseuse américaine Isadora Duncan, dont il tente en vain de sauver de la noyade les deux enfants bloqués dans leur voiture tombée dans la Seine.
Associé avec son neveu Gilbert Olivier Süe, ils s'installent au 122, rue de Grenelle, de 1952 à sa mort en 1968.

## Œuvre

### Architecture
- 1903 : hôtel Czernichowski au 7, rue Cassini à Paris[6] avec Paul Huillard.
- 1903 : hôtel Laurens au 5, rue Cassini à Paris, pour le peintre Jean-Paul Laurens[7], avec Paul Huillard.
- 1903-1904 : immeuble de rapport au 1, rue Cassini à Paris, pour Mme veuve André[8], avec Paul Huillard.
- 1906 : hôtel de Lucien Simon et Jeanne Simon, couple d'artistes peintres, au 3 bis, rue Cassini à Paris[9], avec Paul Huillard.
- 1908-1912 : immeubles ateliers au 126, boulevard du Montparnasse à Paris, avec Paul Huillard, sur deux cours intérieures.
- 1909 : aménagement de l'hôtel du Gouverneur des Pages (XVIIIe siècle) en lieu de vie et de travail pour le couturier Paul Poiret ainsi qu'en siège de sa maison de couture  au 107, faubourg Saint-Honoré[10], dont le jardin fermé par une grille donnait sur le 26 avenue d'Antin (actuelle avenue Franklin-Roosevelt), détruit.
- 1910 : devanture de style Empire pour le Magasin Martine, commande de Paul Poiret qui concevra les intérieurs.
- Vers 1910 : immeuble de rapport au 23, avenue Émile-Deschanel à Paris, avec Paul Huillard.
- 1911 : château de La Fougeraie à Bruxelles, avec Paul Huillard et Gustave Louis Jaulmes, pour Paul Wittouck[11].
- Vers 1912 : magasin de mode Margaine-Lacroix, les intérieurs et l'extérieur, boulevard Haussmann à Paris.
- 1912 : villa de Jeanne Paquin au 33, rue du Mont-Valérien à Saint-Cloud.
- 1912-1914 : locaux de l'Atelier français au 17, rue de Courcelles à Paris.
- 1908 et 1912 : groupe d'immeubles ateliers au 126, boulevard du Montparnasse à Paris, construction attribuée à Huillard et aménagement du rez-de-chaussée attribuée à Süe et à Huillard.
- 1918 : l'ingénieur et aviateur Henry Kapférer lui fait réaliser, ainsi qu'à ses collaborateurs Paul Véra et Richard Desvallières, la décoration de sa demeure du quai de Boulogne à Boulogne-sur-Seine[12].
- 1919-1928 : locaux de la Compagnie des Arts français au 116, rue du Faubourg-Saint-Honoré à Paris.
- 1920 : hôtel de la comtesse Goyeneche à Madrid.
- 1922 : la cité ouvrière de Lens-Méricourt pour la Compagnie des chemins de fer du Nord, partiellement détruite.
- 1922 : maison à Fontenay-aux-Roses, pour M. Donard.
- 1922-1928 : villa Mirande au 3, rue Montesquiou à Saint-Cloud,  Inscrit MH (1986) le 17 mars[13]. Construite pour le cinéaste et dramaturge Yves Mirande, elle est vendue en 1928 à l'industriel Émile Sabatier. Elle est décorée par le peintre André Mare, le ferronnier Richard Desvallières et l'architecte-paysagiste Paul Véra auteur des mascarons sculptés.
- 1923 : magasin Pinet à Bordeaux, en collaboration avec André Mare.
- 1923 : magasin Linzeler au 4, rue de la Paix à Paris, avec André Mare.
- 1923 : parfumerie d'Orsay au 17, rue de la Paix à Paris, avec André Mare, et le ferronnier d'art Richard Desvallières.
- 1923 : club-house du golf de Saint-Cloud au 60, rue du 19 janvier à Garches, avec Ernest Michel Hébrard. Créé en 1911 à cheval sur trois communes : Garches, Vaucresson et Rueil-Malmaison.
- 1924 : hôtel particulier de Jean Patou au 55, rue de la Faisanderie à Paris, avec André Mare, Bernard Boutet de Monvel, Richard Desvallières.
- 1924-1925 : villa Jane Renouardt au 2, rue de Buzenval à Saint-Cloud, avec André Mare, Jean Claude Nicolas Forestier et la Cie des Arts français.
- 1925 : maisons ouvrières à Lille, pour la Compagnie des chemins de fer du Nord.
- 1925 : pavillon « Un musée d'Art contemporain », pavillon « Fontaine » et décoration de la salle des fêtes du Grand Palais pour l'Exposition internationale des Arts décoratifs et industriels modernes.
- 1926 : aménagement de la Bastide du Roy à Antibes, route de Biot (Alpes-Maritimes), avec l'architecte paysagiste Jean Claude Nicolas Forestier. Façades et toitures  Inscrit MH (1988) et jardins  Classé MH (1990)[14].
- 1926-1927 : bureaux à Roubaix.
- 1928 : agence de Louis Süe au 22, avenue de Friedland à Paris.
- 1928-1930 : château de Sept-Saulx à Sept-Saulx, avec Jean-Claude Nicolas Forestier et Richard Desvallières  Inscrit MH (2000).
- 1928-1930 : immeuble au 43, avenue de Villiers à Neuilly-sur-Seine, avec Edgar Brandt.
- 1929-1932 : villa Berriotz à Arcangues, pour Jean Patou, inscription aux monuments historiques par arrêté du 19 septembre 2013[15].
- 1930 : hôtel particulier de Daisy Fellowes au 19, rue Saint-James à Neuilly-sur-Seine.
- 1930-1932 : décoration chez Jean de Polignac, second mari de la fille de Jeanne Lanvin, au 16, rue Barbet-de-Jouy à Paris, avec Henri Gonse.
- 1930-1932 : hôtel Monteux au 21, boulevard Richard-Wallace à Neuilly-sur-Seine, pour Marcel Monteux, le fils d'un industriel, vendu en 1936 et redistribué aujourd'hui en appartements[16].
- 1934-1937 : immeuble au 24, quai de Béthune à Paris pour Helena Rubinstein.
- 1936 : villa Sabi-Pas dans le quartier de Beauvallon à Grimaud, pour Claude du Postillon.
- 1947 : cité ouvrière à Rupt-sur-Moselle.
- 1953 : Monument à Georges Leygues à Villeneuve-sur-Lot, avec le sculpteur Charles Despiau.
- 1959-1962 : logements économiques à Guidel, en collaboration avec son neveu Olivier Süe.

## Projets non aboutis
- 1922 : classé 4e pour un projet de « cité olympique » des Jeux olympiques de 1924 à Paris, en collaboration avec René Loysel et Édouard Redont[17].
- [Quand ?] Lauréat avec Gustave Jaulmes d'un projet d'aménagement de la salle des fêtes de l'ancien palais du Trocadéro.
- Vers 1966 : projet de reconversion de la gare d'Orsay, œuvre de son maître Victor Laloux.

### Décor

#### Manifestation, local commercial et privé
- 1918 : appartement chez Henry Kapférer, quai de Boulogne à Boulogne-sur-Seine.
- 1919 : décoration intérieur chez Charles Stern, avec André Mare et Marie Laurencin.
- 1919 : décoration chez Gaston Monteux, fabricant de chaussures, au 75, avenue Marceau à Paris, avec André Mare.
- 1919 : décoration des Fêtes de la victoire, avenue de la Grande-Armée à Paris, avec André Mare et Gustave Jaulmes.
- 1919-1928 : décoration chez M. Schreiber, avec André Maré et Richard Desvallières.
- 1919-1928 : décoration chez René Gobert, avec André Mare.
- 1919-1928 : décoration chez l'amateur d'art Charles Pacquement au 73, rue de Courcelles à Paris, avec André Mare.
- 1919-1928 : décoration chez M. Halphen, avec André Mare.
- 1920 : salle des Jordaens, chez le duc de Medinaceli à Madrid.
- Vers 1920 : décoration chez René Pottier au 6, rue Férou à Paris, avec André Mare.
- 1921 : décoration chez le collectionneur d'art André Bernheim au 81, rue de Lille à Paris, avec André Mare.
- 1921 : aménagements de la maison de couture de Jean Patou au 7, rue Saint-Florentin à Paris.
- 1921 : décoration du Magasin Fontaine et Cie (serrurier) au 181, rue Saint-Honoré à Paris, avec André Mare.
- Vers 1925 : salle de bains de la princesse Baba de Faucigny-Lucinge au château de Vaux-le-Pénil, avec André Mare.
- Vers 1925 : décoration chez Mme Gautrat de Lompre au 60, avenue de New-York à Paris, avec André Mare.
- 1928 : aménagement du château Thorenc à Cannes pour Albert Neubauer, pionnier de l'automobile, avec Léon Le Bel, Jacques Courtois architecte d'intérieur, Dental et Jean-Gabriel Domergue.
- Vers 1934 : décoration du bureau de Jean Prouvost au siège du journal Paris-Soir, rue Laffitte à Paris.
- 1935 : ferronnerie d'art pour l'hôtel particulier de Marie Charles Jean Melchior de Polignac à Neuilly-sur-Seine.
- 1937 : foyer et vestibule du théâtre de Chaillot), avec Jean Niermans, Édouard Niermans et Gustave Jaulmes lors de l'Exposition internationale de Paris en 1937.
- Après 1945 : décoration du salon de coiffure Guillaume[Où ?].

#### Paquebots
- 1925-1927 : paquebot Île-de-France, avec Gustave Louis Jaulmes : le grand salon, ou salon de conversation, avec André Mare, Pierre-Marie Poisson, Albert Pommier et Maurice Lauer.
- 1934-1935 : appartement de luxe « Le Deauville » sur le Normandie.
- 1957 : décoration du paquebot Mermoz pour la Cie Fabre Fraissinet.

#### Décor de théâtre
- Paris :
  - Comédie-Française :
    - 1925 : Paul et Marianne de Paul Géraldy, décor de la pièce reproduisant l'intérieur du pavillon « Un musée d'Art contemporain » de l'Exposition internationale des Arts décoratifs et industriels modernes ;
    - 1930-1940 : décors transformables pour les productions Bazajet, Samson et Dalila, Le Misanthrope, Iphigénie et Asmodée ;

  - théâtre du Vieux-Colombier : Le Voyage en Calèche[Quand ?].
- Bordeaux, Grand Théâtre : Faust[Quand ?], La Vie de Bohème[Quand ?].

Louis Süe réalisa également des costumes de scène.

## Œuvres dans les collections publiques

### Beaux-arts
- Nu au peignoir rouge, aquarelle, musée départemental de l'Oise[18].
- Femme couchée, musée des Beaux-Arts de Bordeaux[19].
- Les Fuchsias, musée d'Art moderne de Troyes[20].
- Lindajara, musée des Beaux-Arts de Bordeaux[21].
- Nature morte, musée des Beaux-Arts de Bordeaux[22].
- Saint-Tropez l'hiver, 1952, musée des Beaux-Arts de Bordeaux[23].

### Arts décoratifs
- 1913, dessins pour la manufacture Prelle.
- Surtout, 1925, céramique, musée des Beaux-Arts de Bernay[24].
- Salle à manger, Salon d'automne de 1910, avec Paul Huillard.
- Fauteuil, vers 1912, Paris, musée des Arts décoratifs[25].
- Salle à manger en acajou teinté noir, 1921, avec André Mare, pour M. et Mme Pierre Girod au 4, avenue Hoche à Paris[26].

### Publications
- Conférence prononcée le 18 mars 1942 sur l'architecture au Palais de l'Ambassade de France à Ankara, Paris, impr. François Bernouard, 1950.
- Allocutions prononcées lors de la remise de l'épée d'André Arbus au musée Galliera à Paris le 9 novembre 1965, Paris, Firmin Didot, 1966.

## Salons
- Salon des indépendants de 1902 : nus, paysages, natures mortes.
- Salon de la Société nationale des beaux-arts de 1903 : Jardin (composition).
- Salon d'automne de 1910 : Salle à manger, avec Paul Huillard.
- Salon d'Automne de 1914 : Une bijouterie, avec J. Palyart et Vallois.

## Expositions
- 1909 : galerie Druet à Paris.
- 1912 : exposition d'art décoratif organisée par la comtesse Greffuhle, rue de Talleyrand à Paris.
- 1925 : Exposition internationale des Arts décoratifs et industriels modernes, pavillon « Un Musée d'Art contemporain », sur l'esplanade des Invalides, avec André Mare et la Compagnie des Arts français, et pavillon « Fontaine » avec André Mare, Paul Véra et André Marty.
- 2007-2008 : Les Folles années de la soie, show-room de la Manufacure Prelle, place des Victoires à Paris.

## Collaborateurs et élèves
- Léon Le Bel, architecte, collaborateur.
- Jean-Louis Boussingault, collaborateur.
- Bernard Boutet de Monvel, peintre, illustrateur.
- Jacques Courtois, collaborateur.
- Jean-Baptiste Dental, paysagiste pépiniériste à Biot.
- Richard Desvallières, ferronnier d'art, collaborateur associé.
- Jean Claude Nicolas Forestier, architecte, paysagiste, collaborateur.
- Henri Gonse (1874-1946), peintre, collaborateur (appartement de Jean de Polignac).
- Paul Huillard, architecte associé.
- Max Ingrand (1908-1969), maître verrier, décorateur, collaborateur.
- Gustave Louis Jaulmes (1873-1959), peintre, collaborateur associé.
- Marie Laurencin, collaboratrice en 1919 chez Charles Stern.
- Louis Marcoussis, collaborateur.
- André Mare, peintre, collaborateur associé.
- Paule Marrot, collaboratrice.
- André Marty, collaborateur.
- Édouard Niermans (1904-1984), architecte, collaborateur.
- Jean Niermans (1897-1989), architecte, collaborateur.
- Jacques Palyart, peintre, collaborateur.
- Vallois[Qui ?], collaborateur.
- Paul Véra, architecte-paysagiste associé.
- Gilbert Olivier Süe, architecte associé de 1947 à 1968.

## Distinctions
- 1937 : prix de la meilleure construction de l'année[27].
- 1938 : officier de la Légion d'honneur[28].
- 1938 : grande médaille de l'architecture civile.
- 1952 : grand prix des Beaux-Arts de la Ville de Paris.
- 1957 : grand prix national des arts.
- 1959 : grand prix national de peinture.
- [Quand ?] : officier des Arts et des Lettres.